# Musique espérantophone

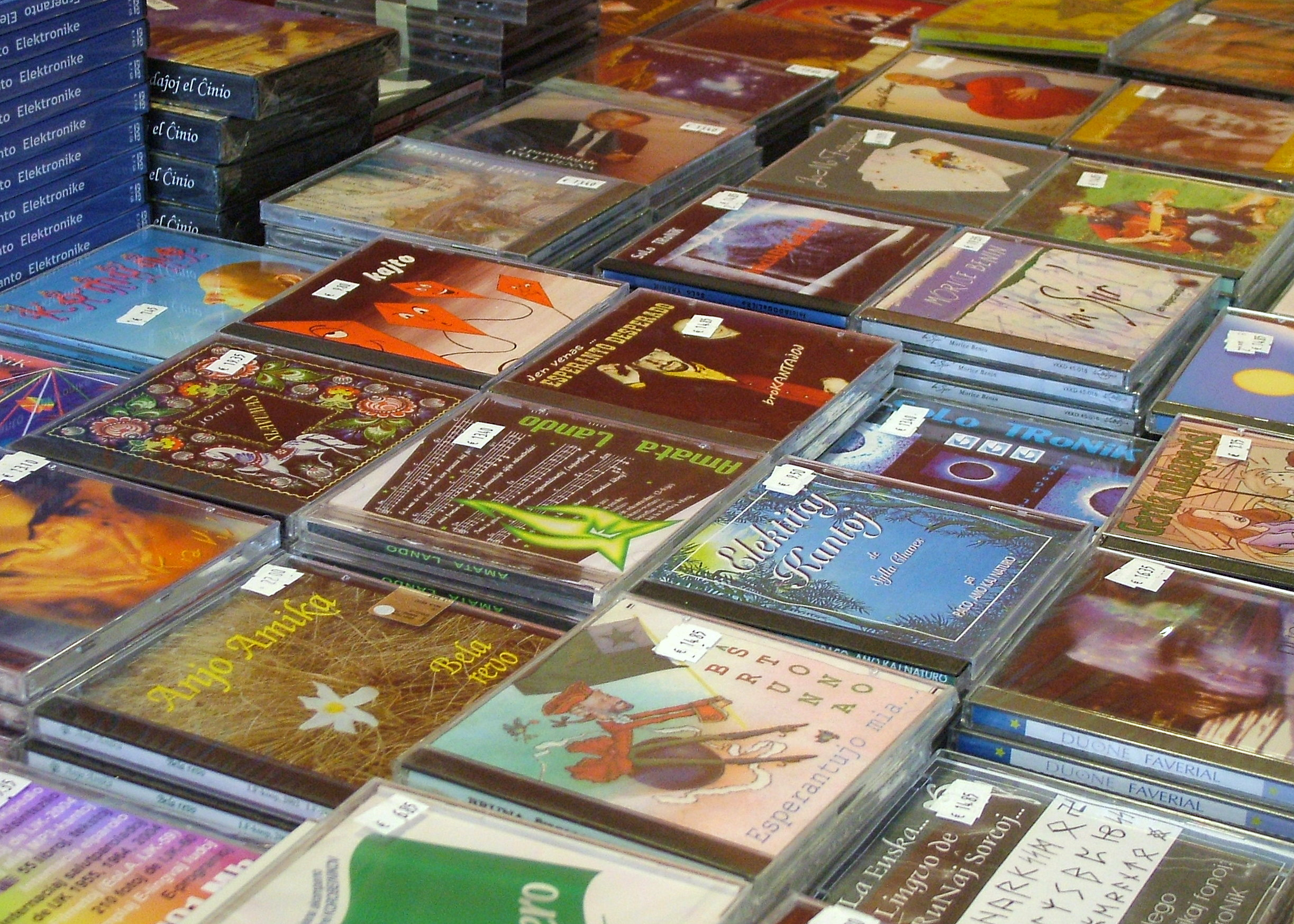
Cédéroms exposés à la librairie du congrès mondial d'espéranto de 2008 à Rotterdam

Avec la littérature écrite en espéranto, la musique espérantophone est l'une des principales composantes de la culture espérantophone.

## Les débuts
La musique espérantophone est presque aussi ancienne que la langue elle-même. La Espero, hymne de l’« Espérantie », est originellement un poème écrit par Zamenhof, peu après la publication de l'ouvrage Langue Internationale, première méthode d'apprentissage parue en 1887. Il est mis en musique par Félicien Menu de Ménil.
La flexibilité de l'espéranto s'est révélée être un atout indéniable quant à l'adaptation des différents styles de musique et de chant. Il existe aujourd'hui un grand répertoire d'œuvres musicales originales et d'œuvres traduites en espéranto.

## Les années 1960 à 1970
Les premiers vinyles en espéranto apparaissent dans les années 1960 avec Jen nia mondo (« Voici notre monde ») de Duo Espera, un groupe néerlandais, et Ni kantu en Esperanto (eo) (« Chantons en espéranto »), groupe américain très populaire à l'époque grâce à la chanson La lingvo por ni (« Notre langue ») sur l'air de Bring Back My Bonnie to Me.
Les années 1970 sont marquées par l'éclosion de nombreux artistes produisant disques vinyles ou cassettes : Ramona Van Dalsem des Pays-Bas, Alberta Casey (eo) des États-Unis, Veselin Damjanov, Miŝo Zdravev de Bulgarie, les français Jacques Le Puil (eo), Max Roy Carrouges, Morice Benin, les italiens Gianfranco Molle (eo), Marĉela, Suzana, Giulio Cappa (eo), Guido, les suisses Olivier Tzaut (eo), Johán Valano, la Canadienne Joëlle Rabu.
Cette époque signe aussi l'apparition des premiers labels espérantophones : Edistudio (eo) en Italie et LF-koop (eo) en Suisse.

## Les années 1980 à 1990
Les premiers groupes de rock apparaissent dans les années 1980 avec notamment Amplifiki co-fondé par Kim J. Henriksen, premier groupe international avec ses musiciens provenant de Suisse, du Danemark et de France, qui se forme lors des rencontres internationales de jeunes Internacia Junulara Festivalo et Internacia Seminario (IS). Leurs albums, Tute negravas (1986), Esperanto ne konas landlimojn (1989), Festo de Kristnask’ (1990) et Ĉu ne ? (1991), laissent leur empreinte sur la fin du siècle et sont encore largement connus de nos jours.
On note aussi le groupe Persone de Stockholm – Bertilo Wennergren et Martin Wiese étant le liant – et Team de Slovaquie. Le jeune mouvement a surtout besoin de structures. En 1986 s'ouvre en Suède le plus important festival culturel : Kultura Esperanto-Festivalo (KEF).

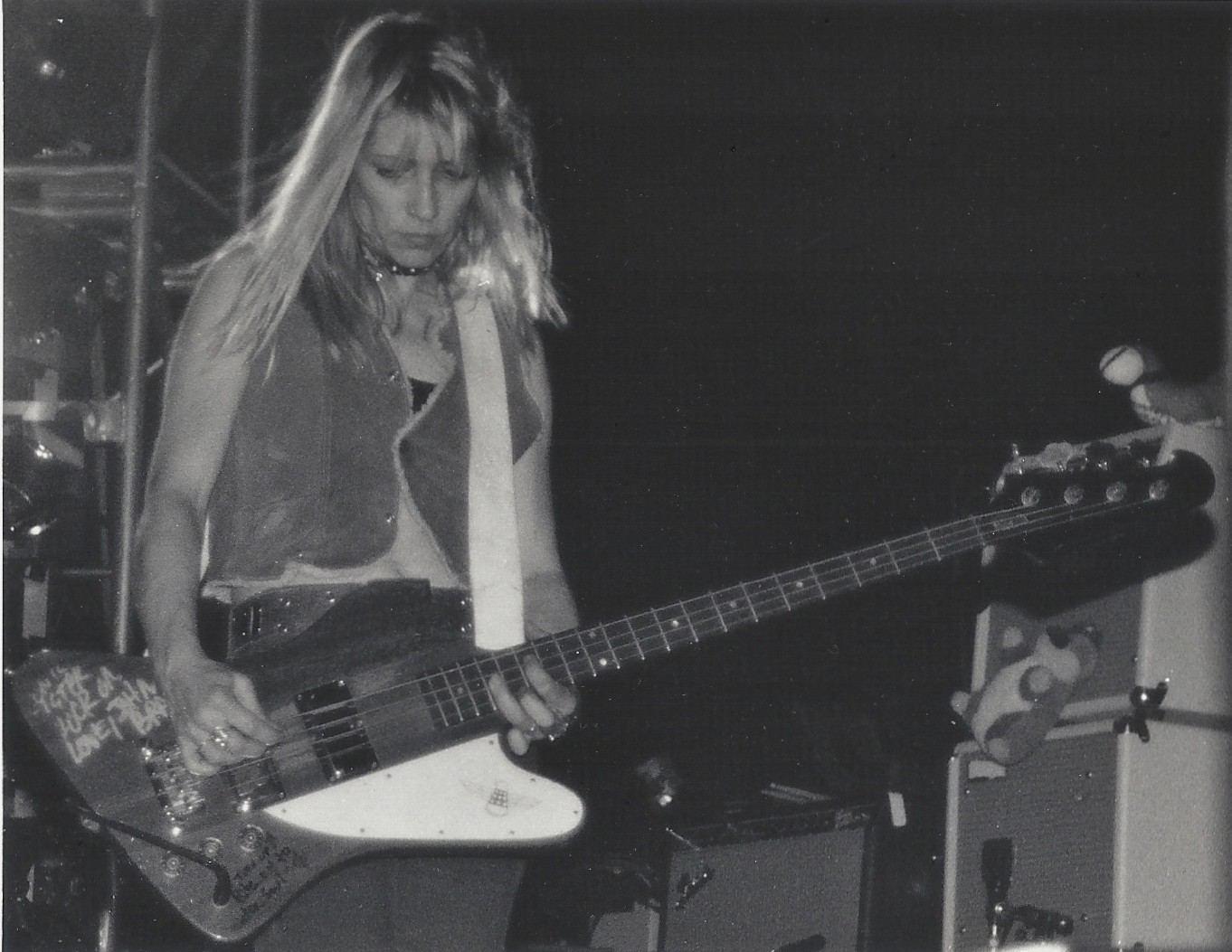
Sonic Youth, 1992

L'association EUROKKA (eo), fondée en 1987 pour le centenaire de la naissance de l'espéranto, se consacre au rock espérantophone. Un an plus tard, elle fonde la maison d’édition Vinilkosmo qui distribue en 1990 ses premières œuvres : des titres d’Amplifiki et de JoMo chantant La Rozmariaj Bebeoj et deux compilations qui font connaitre plusieurs auteurs : Vinilkosmo-kompil' (volume 1) (eo) en 1995 et Vinilkosmo-kompil' (volume 2) (eo) en 1996. La gazette ROK-gazet' tente de faire connaître à la communauté espérantophone sa musique contemporaine. En 1998, le groupe de rock américain Sonic Youth publie un album expérimental, SYR3: Invito al Ĉielo.
Le groupe Kajto, de la province Frise du nord des Pays-Bas, se forme autour de musiques et danses populaires, chants marins, canons à quatre voix. Ce sont quatre albums qui se retrouvent édités avant l’an 2000.

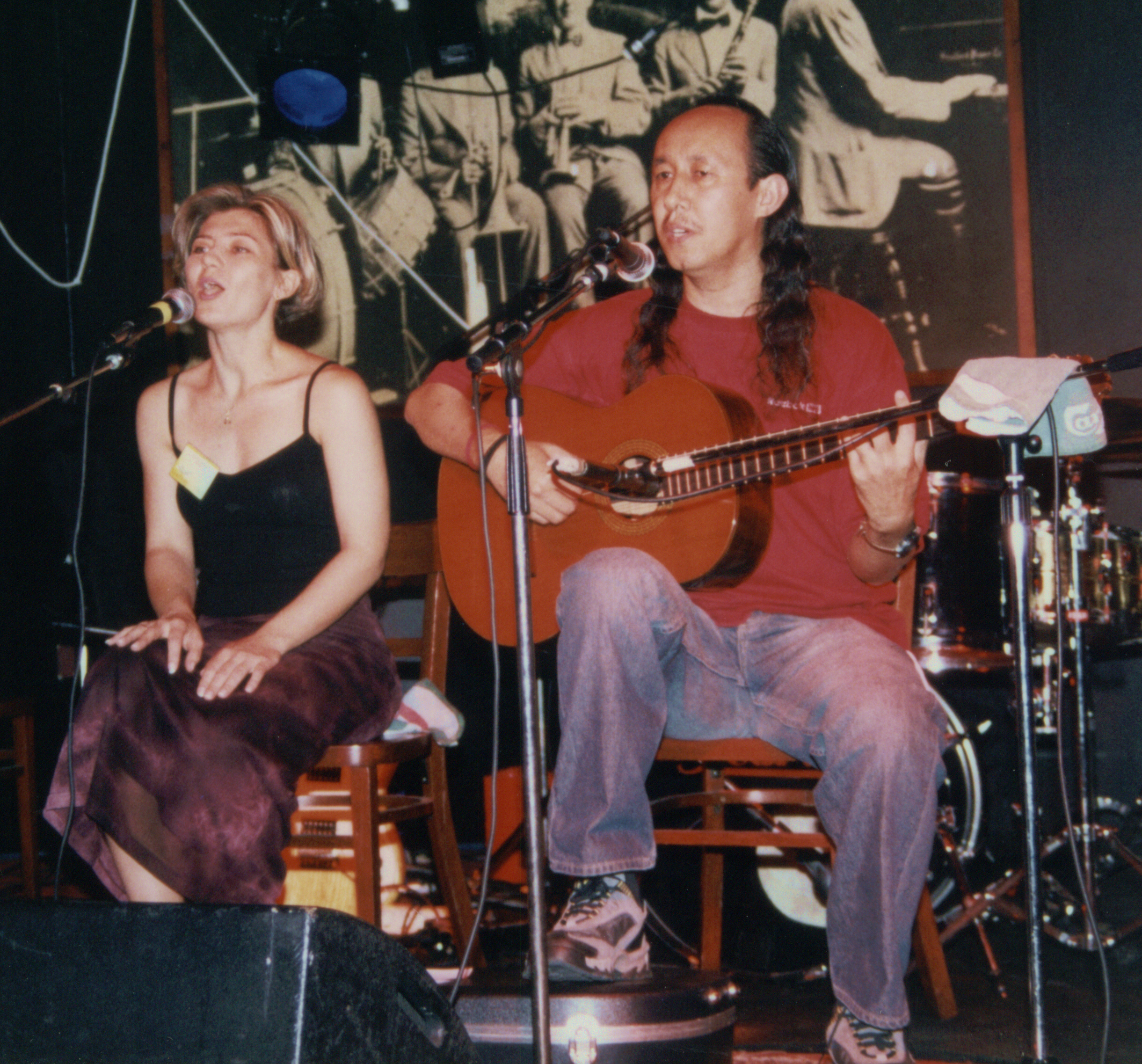
Ĵomart et Nataŝa en 2003

Ĵomart et Nataŝa, tous deux kazakhs, forment un duo de pop, lui jouant de la guitare et elle de la flûte, se prêtant la voix à tour de rôle. Après avoir publié un vinyle dans leur pays, ils émigrent en Suède et sortent quatre albums cassette et un album dans la décennie des années 1990.
L’ère des CD marque l’arrivée de nouveaux artistes, édités souvent chez Vinilkosmo mais également parfois en indépendant : apparaissent Persone de Suède, Tutmonda muziko (eo) d'Allemagne, l’album Muzikpluvo (eo) du groupe Akordo (eo) (Pays-Bas), Dolchamar de Londres, Jacques Yvart qui chante Georges Brassens, Solotronik (eo), le groupe catalan Kaj Tiel Plu d’Espagne, le chanteur argentin Alejandro Cossavella qui se produit dans le groupe La Porkoj (eo), et Esperanto Desperado reprend originellement des chansons d’Amplifiki avant de créer ses propres chansons.

## Les années 2000
Pour la musique espérantophone, l’an 2000 est l’occasion de rencontrer un succès pour le Kultura Arta Festivalo de Esperanto (eo) à Toulouse et la 7e édition du KEF à Helsinki.
Une nouvelle génération de musiciens et de DJ apparaît, avec déjà quelques stars comme DJ Kunar (eo) d'Allemagne, DJ Njokki (eo) d'Italie, et DJ Roĝer' (eo) du Brésil. Leur musique se diffuse dans les discothèques lors des diverses rencontres internationales espérantophones (IJK, IS, IJF, IJS, KEF) et une compilation de musique électronique sort en 2003 avec des groupes et DJ de huit pays : Elektronika kompilo (eo).
Le groupe de musique traditionnelle Kaj Tiel Plu, fondé en 1986, monte en gamme et édite trois albums au début des années 2000 : Sojle de la klara temp' (eo) (2000), Plaĉas al mi (eo) (2004) et Surplacen venu vi (eo) (2009).

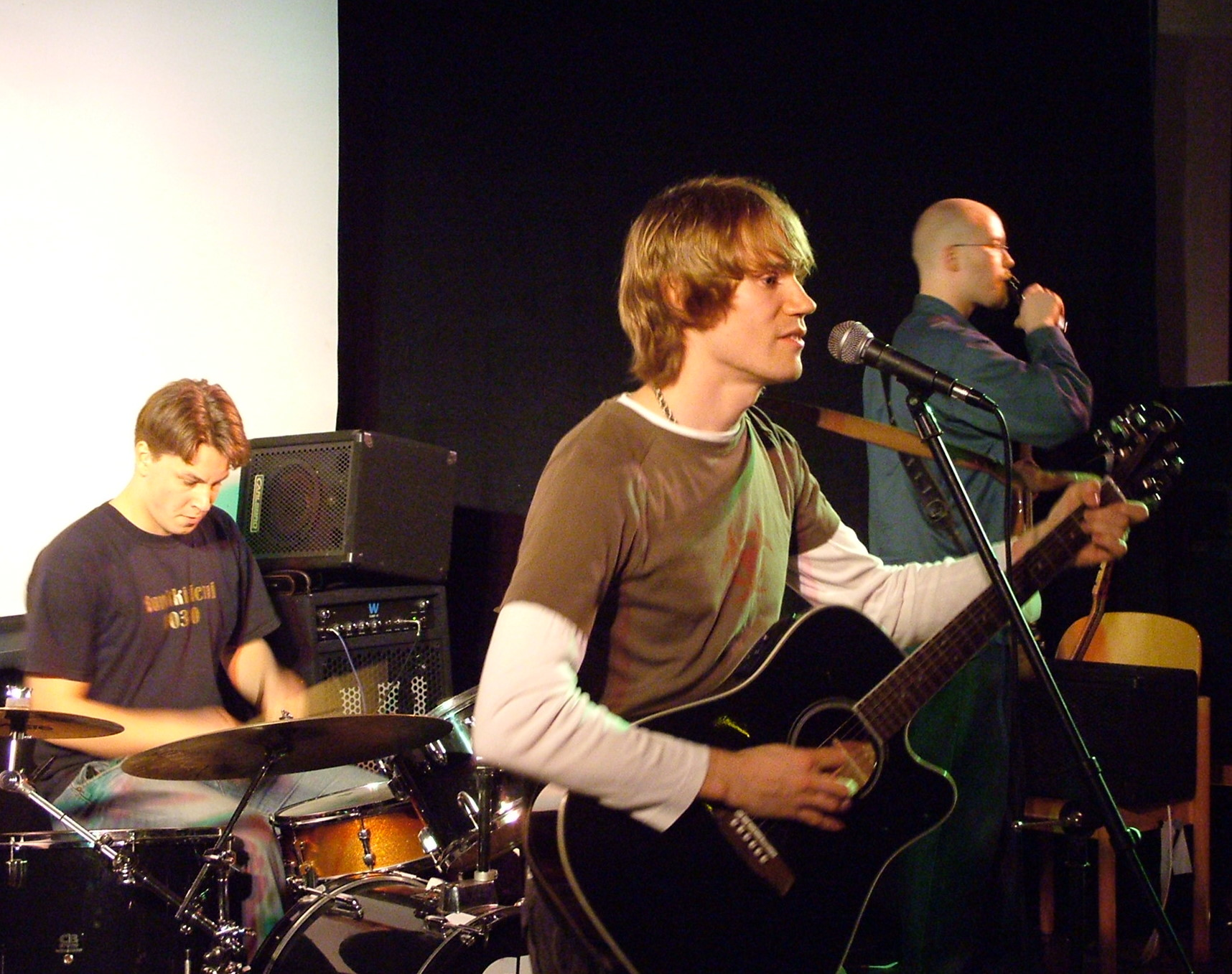
Dolchamar en 2006

De leur côté, après le succès de leur premier CD trois-titres en 1999, Dolchamar publie successivement Lingvo intermonda (eo) en 2000, Rebela Sono (eo) en 2005, puis Trejn Tu Noŭer (eo) et Trajn’ nenien en 2009 et 2010.
En 2003, à l’occasion de Noël, le groupe Akordo propose dans l’album Kristnaska kordo (eo) 25 chants en espéranto, traduits d’originaux provenant d’une dizaine de pays.

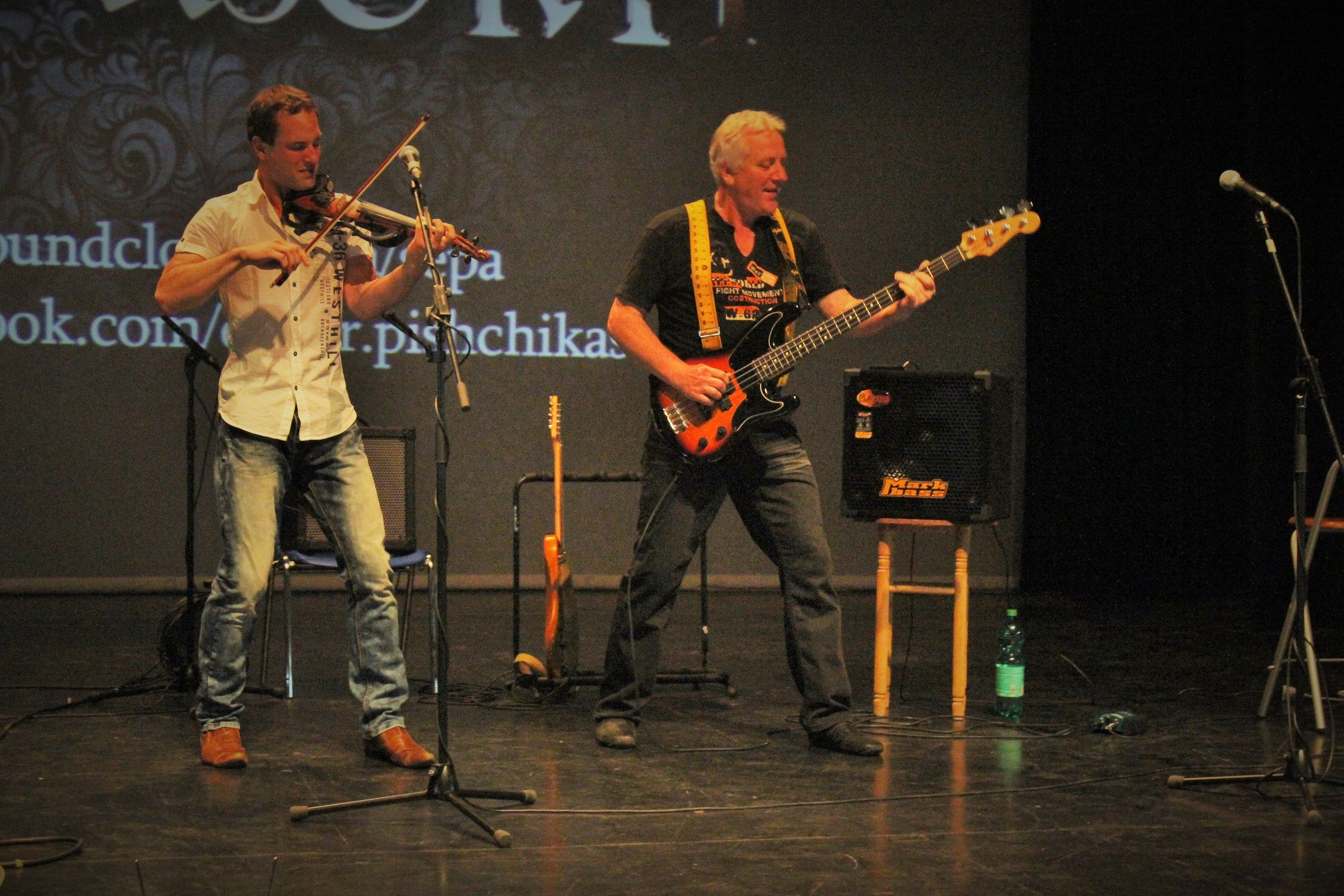
Asorti en 2016

Depuis 2005, la famille de musiciens lituaniens à l’origine du groupe Asorti (eo), créé en 1982, publie de nombreux albums aux couleurs blues, folk et rock : Lernejaj amikoj en 2005, Kantu kune en 2007, Verda hejmo en 2009, Espero en 2013, enfin Teo kaj Amo et Koloroj de l’ mondo en 2015. Ils avaient déjà sorti trois albums à la fin des années 1990. Remarqués par leur multilinguisme, ils se produisent dans des fêtes et des foires en anglais, espéranto, lituanien, russe. Leur musique a déjà été jouée dans des émissions comme l’Eurovision ou X Factor.

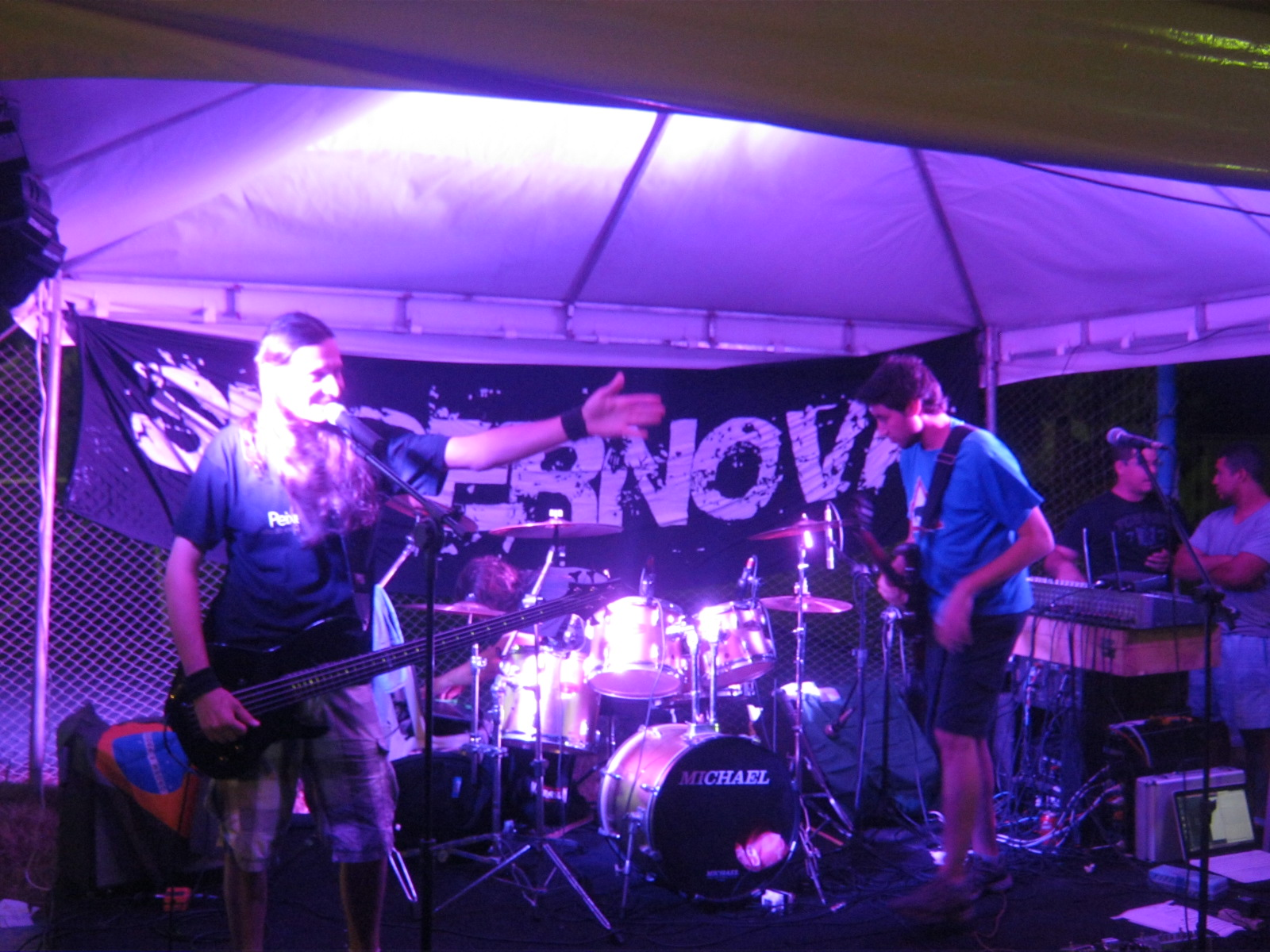
Supernova pendant le congrès international de la jeunesse de 2014

Le rock est maintenu avec notamment l’apparition du groupe Kore. Le groupe Supernova devient le premier à réaliser une vidéo musicale de qualité professionnelle en espéranto en 2006 avec leur chanson Pasio en katen’. Le groupe de metal polonais Krio de morto publie un album en espéranto.
Ĵomart et Nataŝa continent d’écrire leurs chansons en duo et publient trois CD jusqu’en 2012. Leur fille Carina (eo) devient auteure d’un album à 14 ans en 2009, Carina kantas por vi en Esperanto.
En 2003, La Perdita Generacio se forme et propose des textes généralement critiques de la société et qui reflètent l’engagement du groupe pour l’écologie. Leurs albums s’intitulent En Rusio (2004), Eksenlime (eo) (2006), Eksplodigos vian domon (eo) (2008) et Ĉiamen plu (eo) (2013). Bien qu’aucun nouvel album n’est sorti depuis, le groupe continue de se produire, notamment à l’occasion de la Junulara E-Semajno 2017.

## Les années 2010

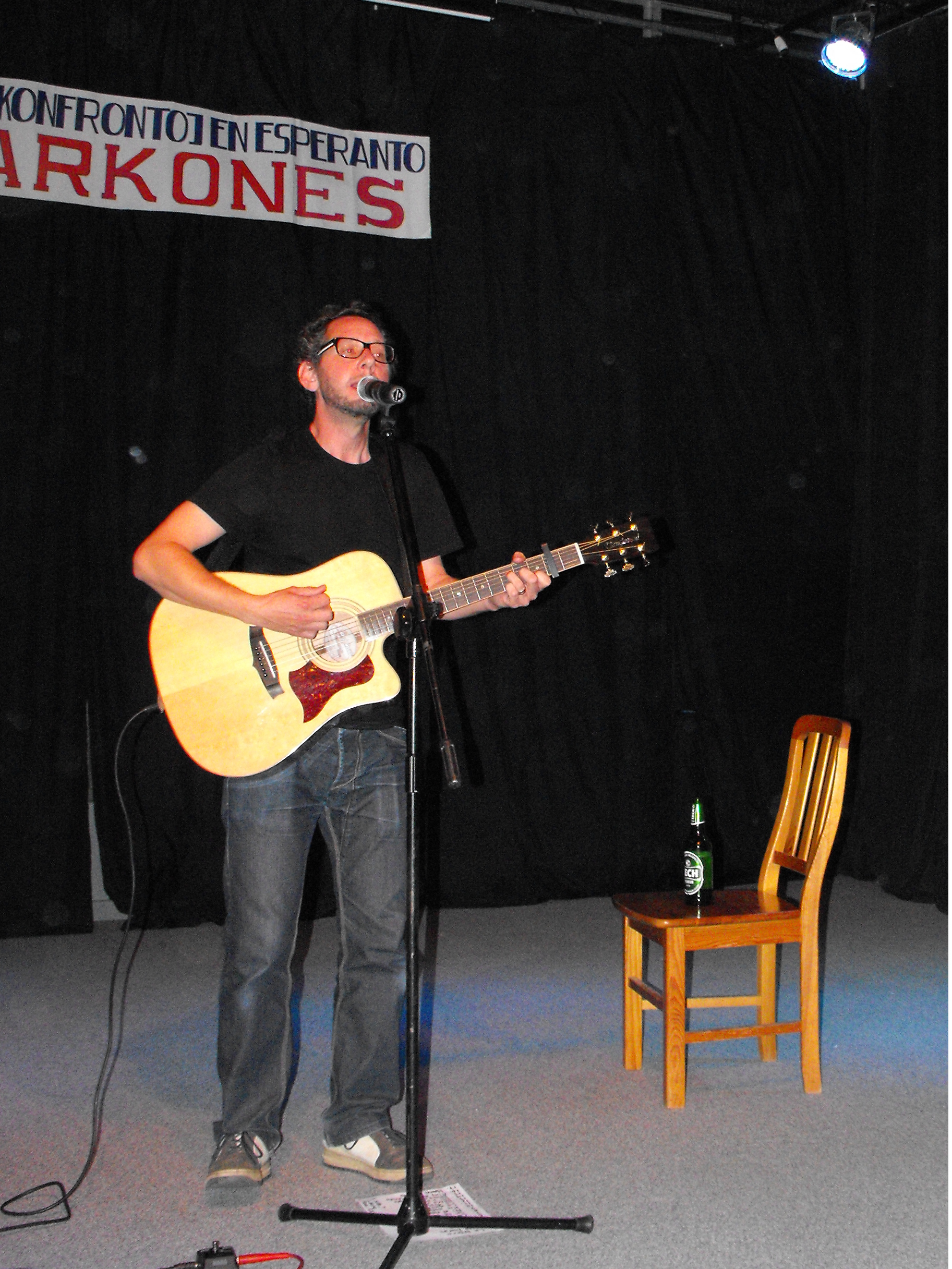
Martin Wiese au festival de 2009.

Le quatuor Kajto, qui a publié en 2004 l’album Lokomotivo, rulu nun!, se recentre sur seulement deux membres, et le nouveau duo enregistre deux albums Duope (2011) et Kajto flugas (2015).
Martin Wiese est membre du groupe Persone jusqu’en 2007, année où il fonde Martin & la talpoj (eo) et publie Pli ol nenio. En 2014, la chanson-titre de l’album Superbazaro est l’une des premières à avoir un retour d’audience important sur YouTube.
Le groupe de métal baroque BaRok' Projekto, qui a publié en 2007 en indépendant un EP concept, Bataltemp’ (eo), rencontre le succès : un nouvel EP suit en 2015, Jen nia Viv-River’, et Vinilkosmo leur édite en 2016 l’album Sovaĝa animo.
Vinilkosmo publie également deux compilations de hip-hop en 2009 et 2011 : Hiphopa Kompilo (volume 1) (eo) et Hiphopa Kompilo (volume 2) (eo), la seconde étant un double-CD.
Eric Languillat fonde le projet musical Inicialoj dc et sort quatre albums de pop et électronique morderne de 2009 à 2017.
Après le succès du rap en espéranto notamment avec Tone (eo) et l’album Samideano (eo) d’Eterne rima (eo), le jeune musicien de reggae Jonny M est découvert par ses deux albums, Regestilo (eo) (2013) et Kreaktiva (eo) (2017), dans lesquels ses musiques font part belle à la culture espérantophone, aux autres chanteurs qui interviennent sur quelques chansons, et aux autres aspects de l’Espérantie.
En fin d’année 2017, Krio de Morto (eo) publie deux courts albums de metal, simultanément : Sur La Arbo et Stranga.

## Diversité
La musique espérantophone a sans cesse gagné en qualité, pour proposer aujourd'hui une grande diversité de styles et d'origines ; elle est de plus en plus internationale.
On peut y trouver pour tous les goûts : chansons, variété, rock, folk, musique populaire, chorale, musique lyrique, underground (punk, hardcore, trash), hip-hop, rap, RnB, musique électronique (techno, trance, dance) et musiques du monde comme le séga de l'Île Maurice ou le salégy de Madagascar.
En 2015–2016, le label indépendant Vinilkosmo propose une plateforme de téléchargement virtuelle d’albums au format MP3, venant ainsi soutenir la faible pénétration de la musique espérantophone dans les plateformes habituelles telle iTunes.